# 山田真以 (モデル・イベントMC)
山田 真以（やまだ まい、1988年7月19日 - ）は、日本のフリーアナウンサー、ナレーター・イベントMC・ラジオパーソナリティ・リポーターとして活動する女性。ウェブメディアの運用や営業、IT企業の広報の経験があり、新規事業の立ち上げ、セルフ写真館のプロデュースなど、ビジネスにも精力的に取り組んでいる。
岡山県津山市出身。岡山県立津山高等学校を卒業後、立命館大学生命科学部生命医科学科に進学。神戸大学大学院医学研究科バイオメディカルサイエンス修士課程修了。
2013年、ミス・アース日本代表選考会に出場し、第3位のミス・ウォーター・ジャパンを受賞。同年に第4代神戸ウエディングクイーンに選ばれる。
特技は小学3年生から始めたバレーボール。中学・高校ではキャプテンを務め、中学時代には県選抜チームの最終選考まで残った。
趣味はゴルフ。身長170cmプラスプラスと業務提携。同姓同名の三重県出身フリーアナウンサー「山田真以」とは別人。

## 担当番組
過去の担当番組
- ダイバーシティニュース（木曜担当）（2022年2月3日 - 4月28日 、茨城放送）
- エフエム東京「ヘアメイク河北裕介のBe yourself」アシスタント（2021年4月 - 2021年6月）

## CMナレーション
主な担当作品
- BYD JAPAN「New BYD ATTO 3　|　BYD EVのニュースタンダード篇」
- UMJ「ベリーグッドマンベスト・アルバム「BEST BEST BEST」